# Siwarowa Dziura
Siwarowa Dziura (Siwarowa Niżnia) – jaskinia w Dolinie Małej Łąki w Tatrach Zachodnich. Wejście do niej znajduje się we wschodnim stoku Zagonnej Turni, w pobliżu Żlebu Kamiennego i Tunelu pod Siwarową Dziurą, na wysokości 1446 metrów n.p.m. Długość jaskini wynosi 33 metry, a jej deniwelacja 5,2 metrów.

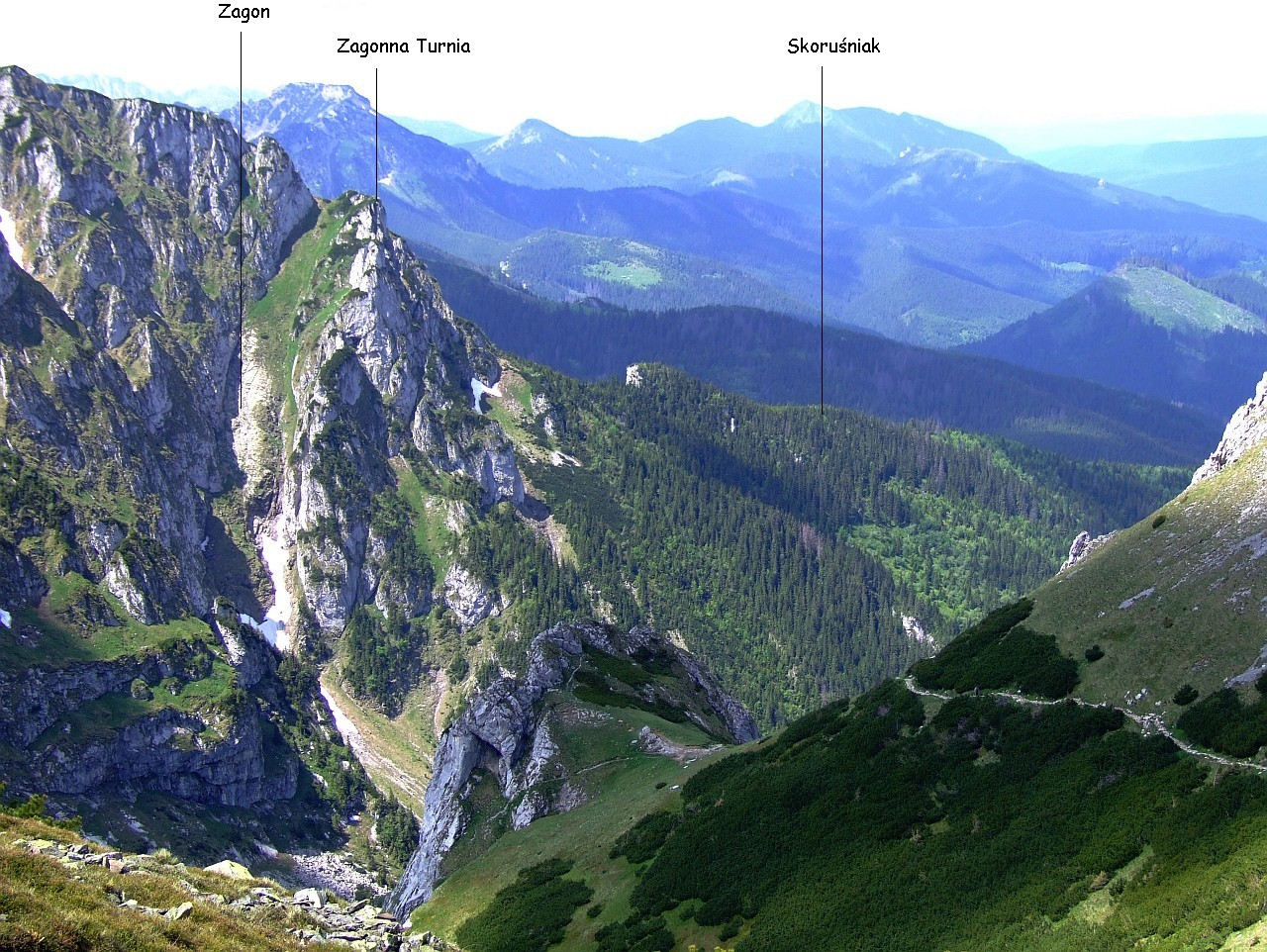
Zagonna Turnia

## Opis jaskini
Jaskinię stanowi prawie poziomy, 22,5-metrowy korytarz zaczynający się przy otworze wejściowym a kończący zawaliskiem.
Po 7 metrach na lewo odchodzi od niego błotnista, 5,5-metrowa odnoga. Na końcu korytarza, przy zawalisku, na lewo znajduje się dwumetrowy kominek, a na prawo – krótki korytarzyk.

## Przyroda
W jaskini nie występują nacieki.

## Historia odkryć
Jaskinia znana była od dawna. Chronili się w niej dezerterzy w okresie I wojny światowej. W latach 1921–1923 bywali w niej bracia Tadeusz i Stefan Zwolińscy. Kazimierz Kowalski w 1953 roku opublikował plan i opis jaskini.
Wyżej położona Jaskinia nad Korytem bywała mylnie nazywana Jaskinia Siwarowa lub Siwarowa Dziura.